# Теофіль Леонтій
Теофіль Леонтій — громадський діяч української діаспори у США. 
1967 року очолив Центральний комітет Українського національно-державного союзу.
З червня 1969 року — керівник резорту внутрішніх справ. 
Прем'єр-міністр уряду Української Народньої Республіки в екзилі у 1974–1976, 1978–1980 роках.
У 1979 році підписав угоду про співпрацю з урядом Польщі в екзилі. У червні того ж року переобраний на прем'єра. 

## Відзнаки
Т. Леонтій нагороджений Хрестом Відродження — військовою відзнакою, запровадженою у 1977-му Урядом УНР в екзилі на честь 60-ліття організації збройних сил Української Народної Республіки (наказ №  7 від 15.8.1977, число нагороди — 4).